# Ángel Hernansáez
Ángel Hernansáez de Dios (Murcia, 21 de febrero de 1937-20 de abril de 2011) fue un pintor español.

## Biografía
Ángel Hernansáez nace en Murcia el 21 de febrero de 1937 y fallece en la misma ciudad el 20 de abril de 2011, a los 74 años de edad. Comienza sus estudios de farmacia en la Universidad de Granada para continuar con la tradición familiar pero su pasión se acaba imponiendo y abandona la carrera para dedicarse a la pintura. Discípulo de los pintores Luis Garay y Pío Verdú, trabaja en sus respectivos estudios mientras se prepara para ingresar en la Academia de Bellas Artes de San Carlos de Valencia. Allí cursa los primeros años de carrera y conoce a su mujer Roxana, trasladándose más tarde a la Escuela de Bellas Artes de San Fernando de Madrid donde terminará su Licenciatura.

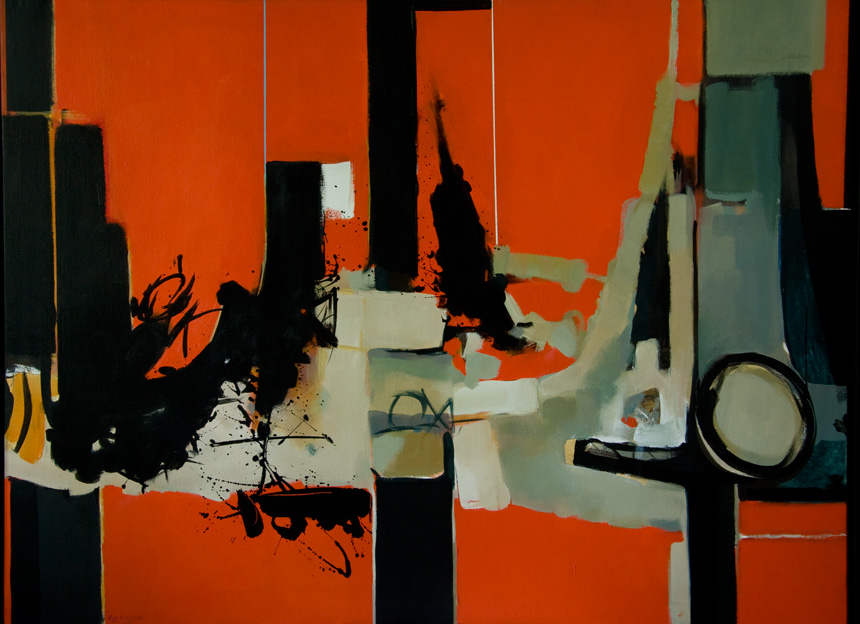
Sin título. Acrílico sobre lienzo. 2003

Dedicado profesionalmente a la docencia, obtiene la cátedra de dibujo del Instituto de Cabra (Córdoba) en 1967, localidad en la que vive algunos años con su mujer y su hija Roxana. Poco antes del nacimiento de Ángel, el segundo de sus hijos, vuelve con su familia a Murcia donde continúa con su labor docente en los institutos Infante Don Juan Manuel y Licenciado Cascales, hasta su jubilación.

## Obra
Identificado con la Escuela de Vallecas, la obra de Hernansáez se ve influenciada sobre temática paisajística y nuevos planteamientos expresionistas y de vanguardia. Consecuencia de su sólida formación académica, las primeras obras de Hernansáez se ubican en el ámbito de la figuración.

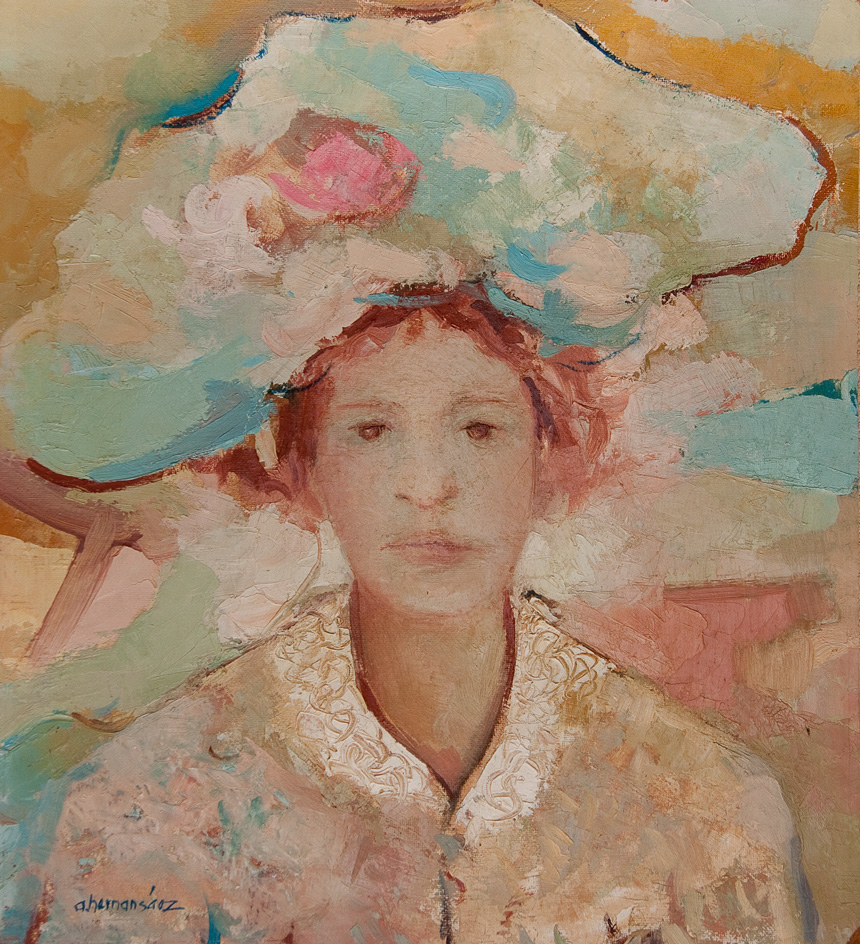
Con sombrero y flores rosas. Óleo sobre tabla. 1972
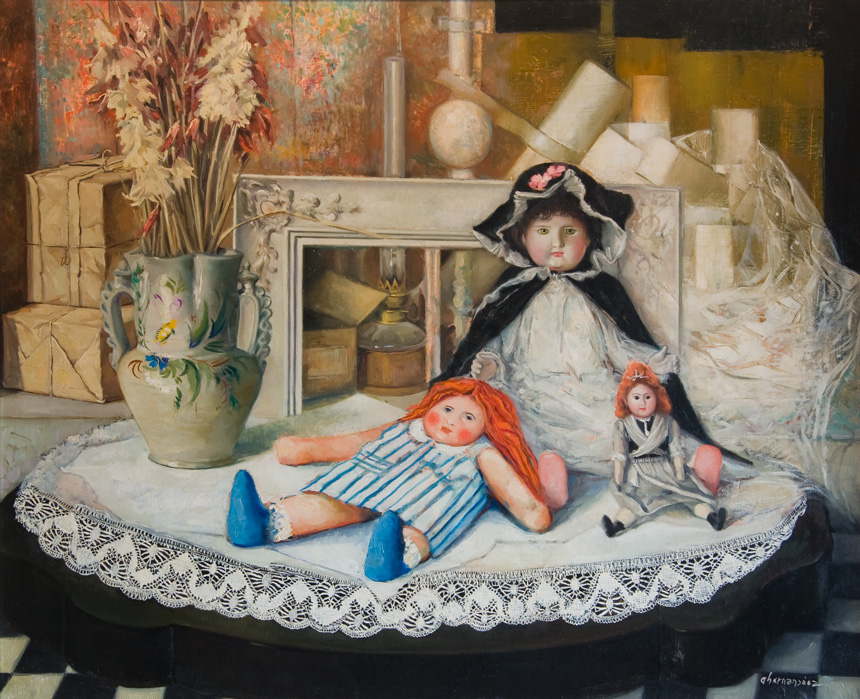
Muñecas. Óleo sobre lienzo. 1974
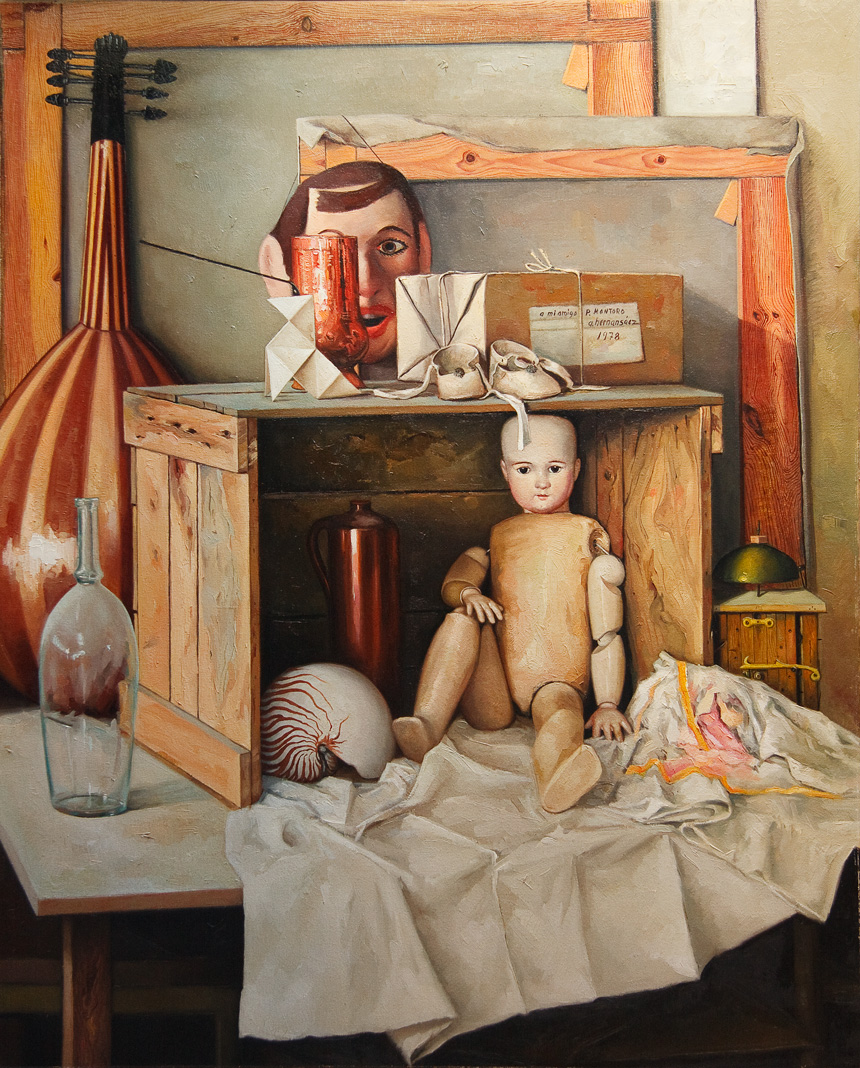
Lentos rumores del tiempo. Òleo sobre lienzo. 1978
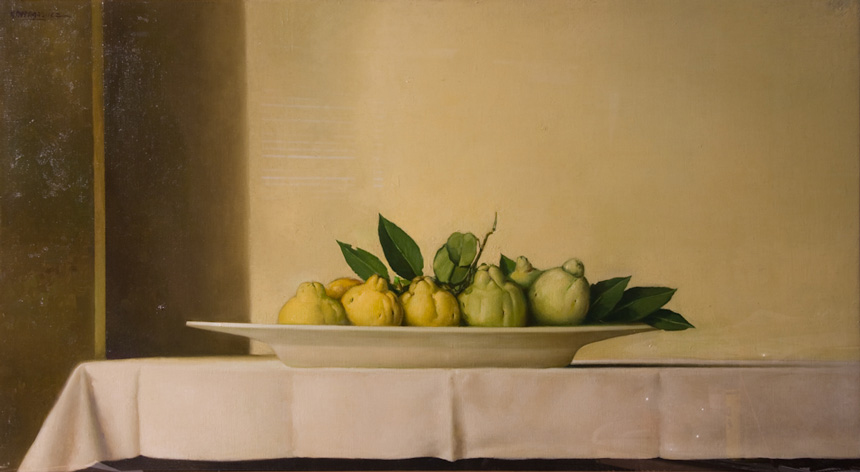
Membrillos. Óleo sobre lienzo.
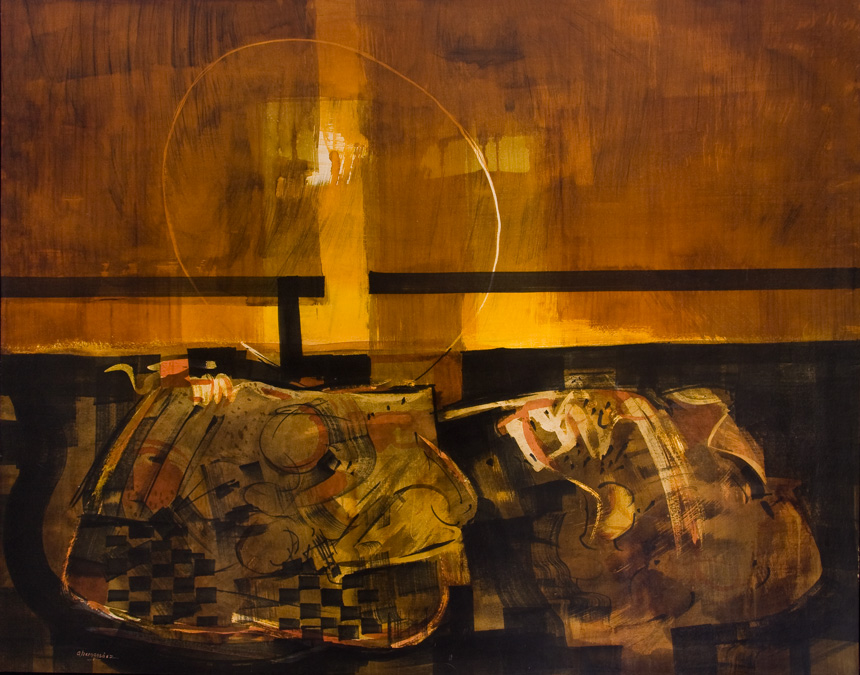
Ausencia de tiempo. Técnica mixta sobre tabla. 1989

Sin embargo, en su exploración permanente del proceso artístico, su pintura va derivando del realismo a la abstracción, perdiendo de manera natural y paulatina los elementos figurativos para llegar a una obra más minimalista en su última etapa.

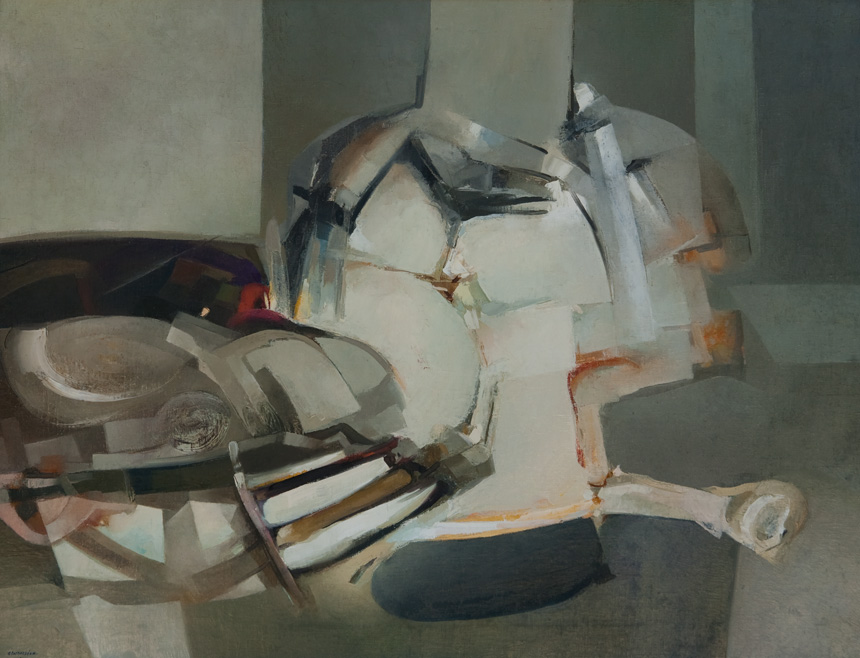
Grises. Acrílico sobre lienzo. 1988
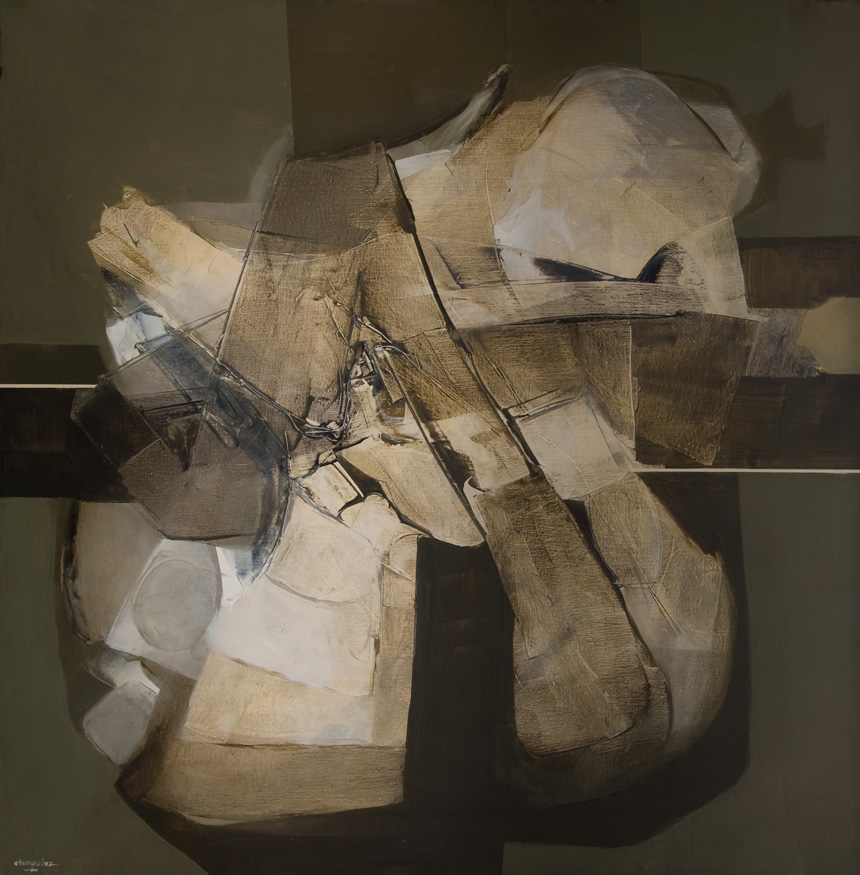
Tempus fugit. Acrílico sobre lienzo. 1992
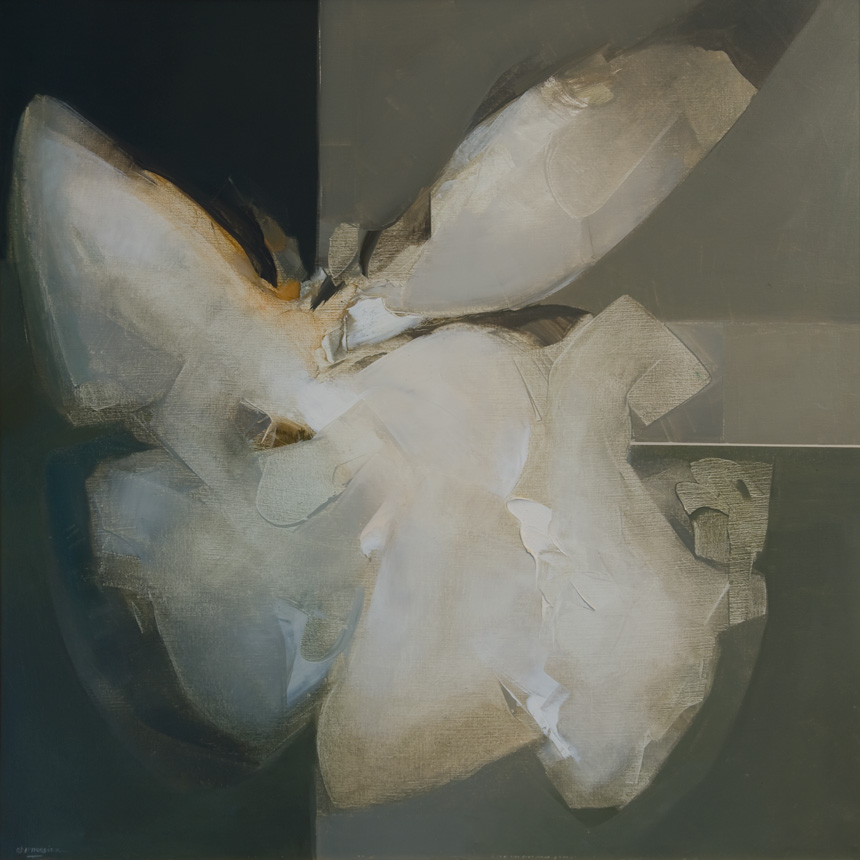
Metamorfosis I. Acrílico sobre lienzo. 1994
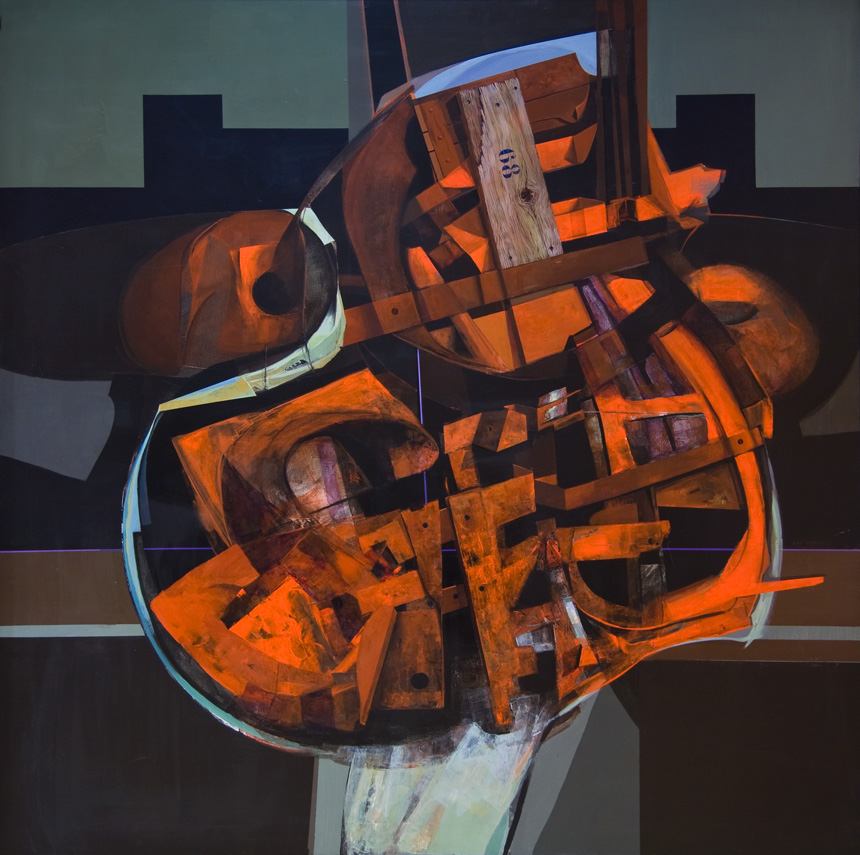
Óxidos. Mixta sobre lienzo. 1997
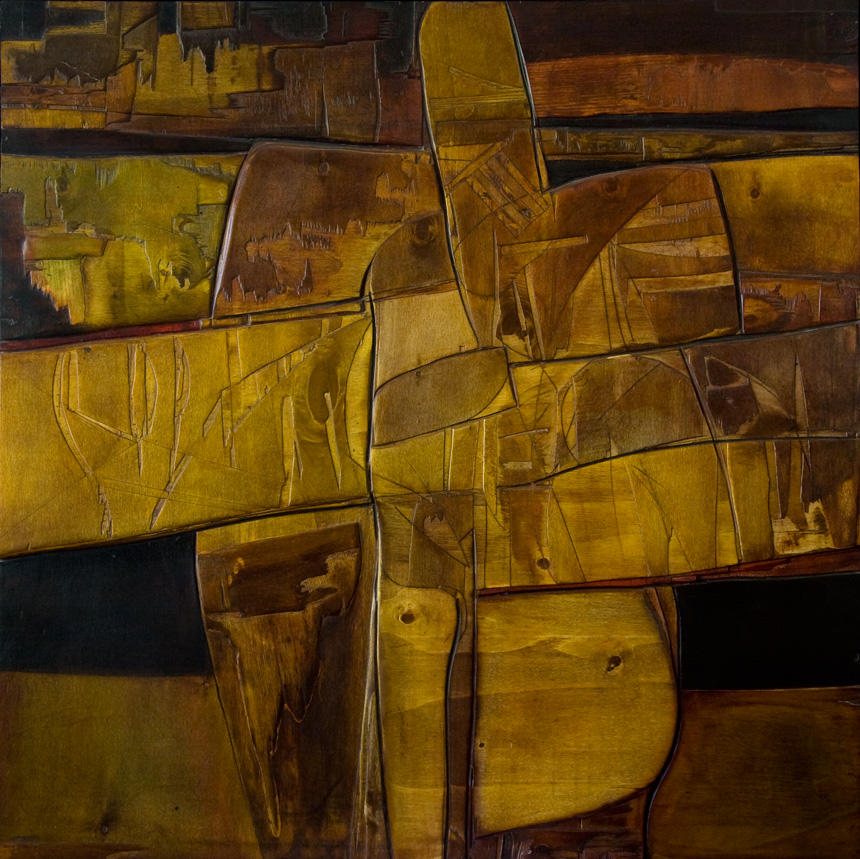
Estructura I. Mixta/Madera. 1999

Esta búsqueda, que responde a una necesidad personal de cuestionar la propia pintura, se ve recompensada con diversos galardones regionales, nacionales e internacionales en reconocimiento a su aportación artística.

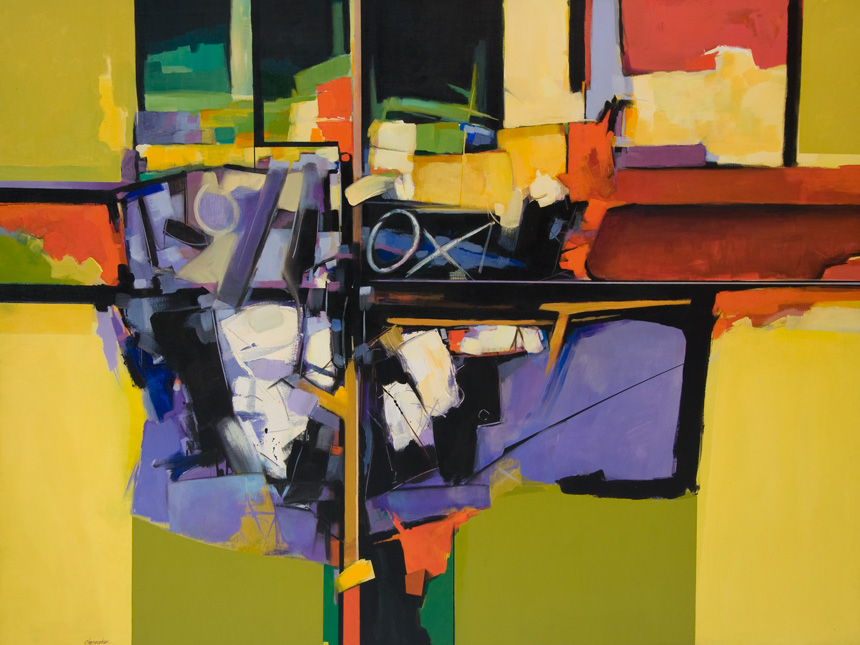
Sin título. Acrílico sobre lienzo. 2002
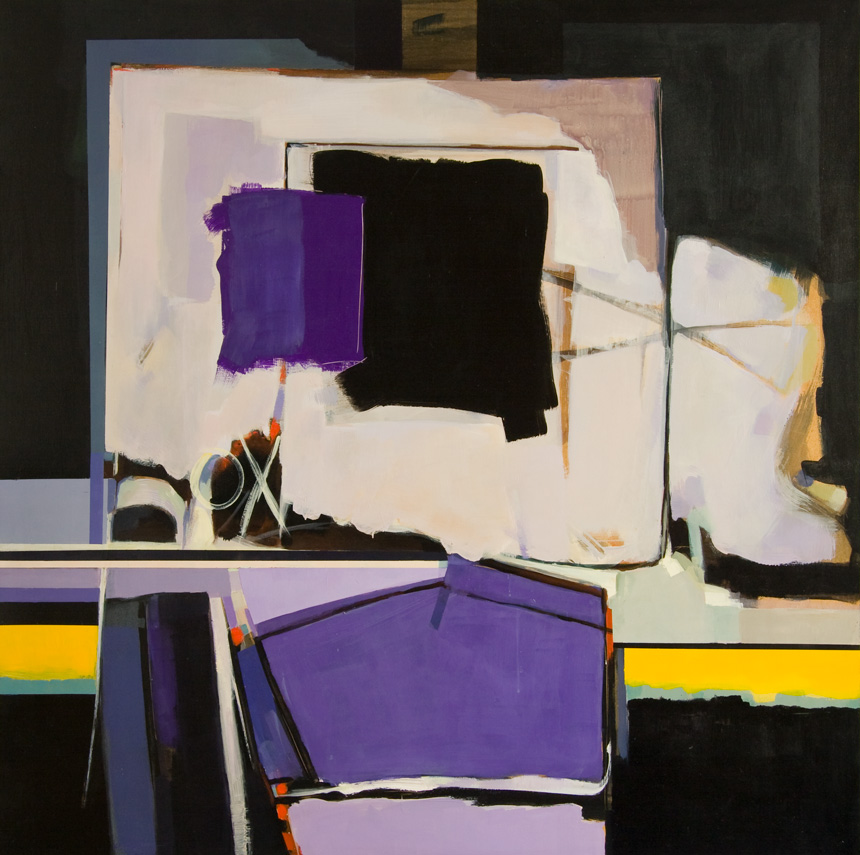
Sin título. Acrílico sobre tabla. 2003
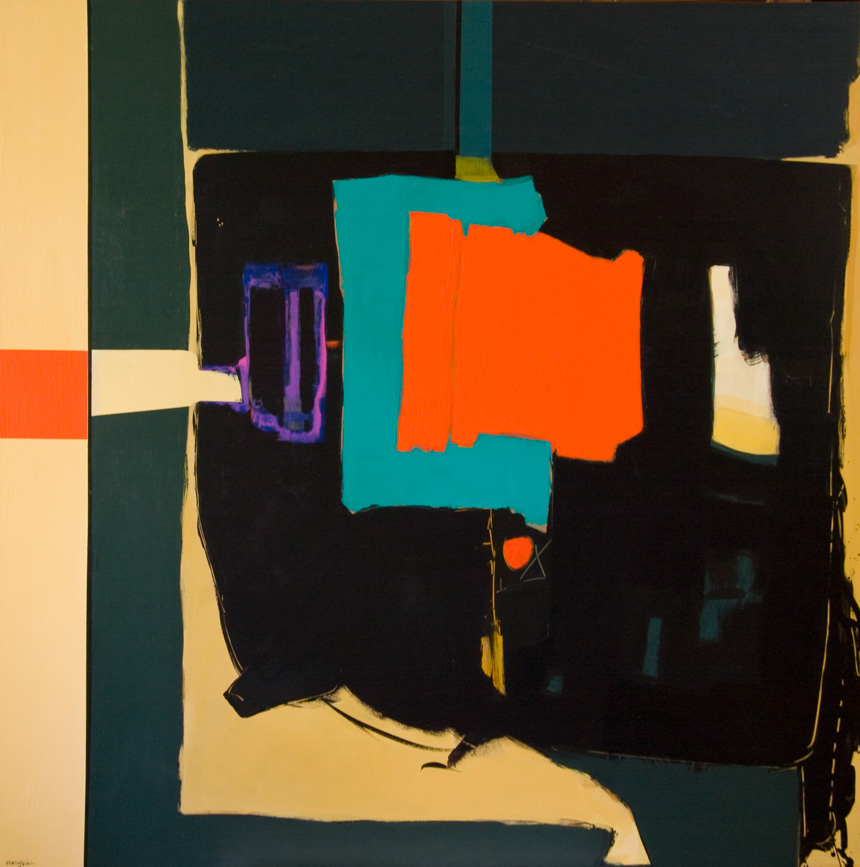
Sin título. Acrílico sobre tabla. 2003
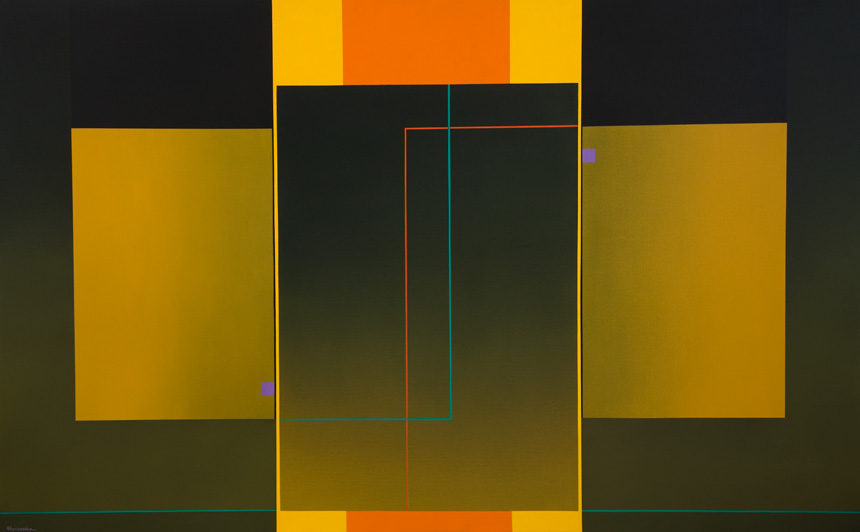
Sin título. Acrílico sobre lienzo. 2008
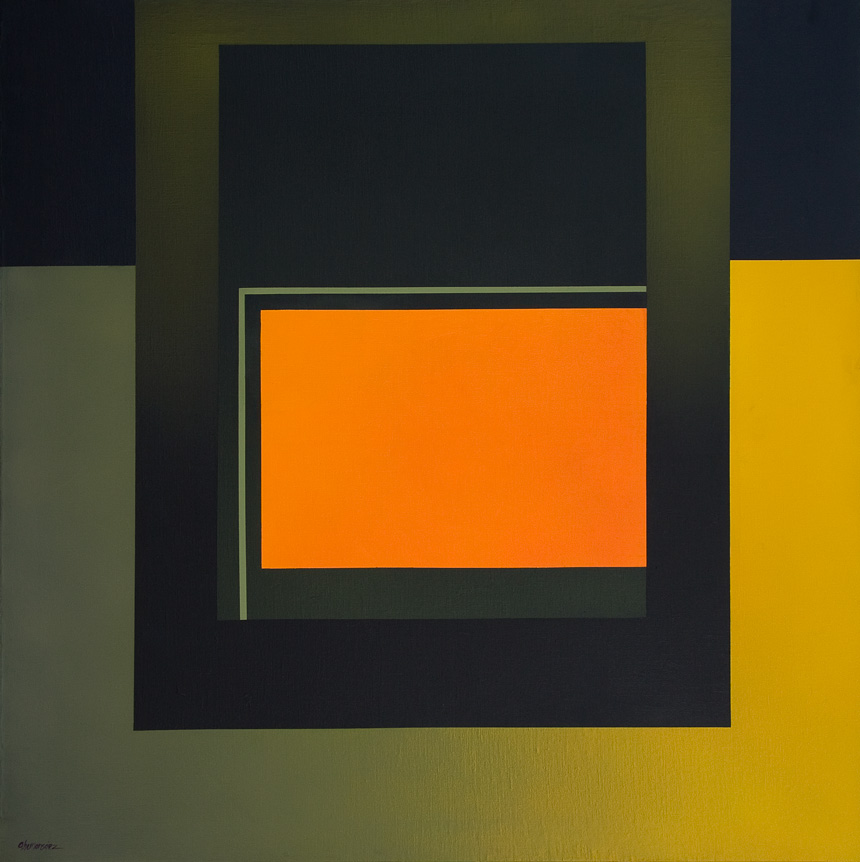
Sin título. Acrílico sobre lienzo. 2008

Como artista y librepensador, Hernansáez no logra sentirse cómodo con los dictados del mercado del arte y pasa por periodos de inactividad a lo largo de su trayectoria. En estos paréntesis, su curiosidad creativa y la necesidad de nuevos estímulos le llevan a cultivar disciplinas tan variopintas como la fabricación de relojes o la colombicultura. Pero la llamada de la pintura resulta siempre más poderosa y vuelve a reencontrase con el lienzo para adentrarse en nuevos caminos pictóricos con ideas renovadas, e incluso aportando elementos de sus aficiones que encuentran hueco en su obra. 
Junto a otros representantes de la cultura murciana, impulsa la creación de la Real Academia de Bellas Artes Santa María de la Arrixaca de Murcia y forma parte de ella desde su fundación, siendo Académico Numerario Constituyente. 
Su obra está presente en colecciones públicas y privadas de España, Italia, Suecia, Francia y EE. UU. e instituciones destacadas como el Parlamento Europeo y la sede de la Unesco en París. Los fondos del Museo Antonio Manuel Campoy y entidades regionales como el Museo de Bellas Artes de Murcia, la Universidad de Murcia y la Comunidad Autónoma también cuentan con muestras de su pintura.

## Exposiciones individuales
- Año 1966: Sala Style. Murcia
- Año 1971: Galería de Arte Zero. Murcia; Galería de Arte Nuño de La Rosa. Murcia
- Año 1973: Sala Zurbarán. Cartagena (Murcia); Galería de Arte Zero. Murcia; Galería de Arte Xiner. Valencia; Galería de Arte Rembrandt. Alicante; Galería de Arte Rincón del Mar. Denia (Alicante)
- Año 1974: Galería de Arte Serrano. Madrid; Galería de Arte Dintel. Santander; Galería de Arte Xiner. Valencia; Galería de Arte Zero 2. Murcia; Galería de Arte Thais. Lorca (Murcia)
- Año 1975: Sala Zurbarán. Cartagena (Murcia); Galería de Arte Zero. Murcia
- Año 1986: Galería Líbero. Murcia
- Año 1991: Centro de Arte Palacio del Almudí. Salón de Columnas. Murcia
- Año 1992: Sala de Exposiciones del Rectorado de la Universidad de Murcia.
- Año 1993: Galería de Arte Bennassar. Madrid
- Año 1994: Exposición Antológica, Palacio de La Casa de Galicia. Madrid
- Año 1995: "Imágenes del Tiempo" Galería Obelisco. La Coruña
- Año 1997: Galería de Arte Dionis Bennassar. Madrid; "Materias". Asociación de la Prensa. Murcia
- Año 1999: Galería de Arte "Art nueve". Murcia
- Año 2000: Galería de Arte Dionis Bennassar. Madrid; Galería de Arte Bisel. Cartagena (Murcia)
- Año 2002: “De la figuración a la Abstracción” Sala de Exposiciones del Auditorio de Ceutí (Murcia)
- Año 2003: “Signos esenciales” Galería de Arte "Art nueve". Murcia
- Año 2013: Fundación Cajamurcia. Centro Cultural Las Claras. Murcia

## Premios y distinciones
- Primer Premio del "I Salón Nacional de Invierno" convocado por la Galería de Arte Delos(Murcia). Año 1972
- Primer Premio del "Certamen de Pintura Fuente Álamo". Año 1972
- Primera Mención de Honor en el "Premio Nacional de Pintura Ciudad de Murcia". Año 1972
- Primer Premio del "Certamen Nacional Ciudad de Cartagena". Año 1973
- Primer Premio y Medalla de Oro de la Bienal del "Premio Villacis" de la Exma. Diputación Provincial de Murcia. Año 1974
- Becado por el Exmo. Sr. Don José Camón Aznar para el "IX Curso Proceso Histórico del Arte de hoy". Universidad Internacional "Menéndez y Pelayo". (Santander). Año 1975
- Premio y Diploma en el III Concurso Internacional de Pintura convocado por la "Fundación Barceló". (Palma de Mallorca). Año 1993[2]
- Primer Premio del I Premio Regional de Pintura de Caja Murcia "José María Párraga". Año 1997